# 昆池岩南营神经精神病院
昆池岩南营神经精神病院位于韩国京畿道广州市昆池岩邑新大吉114号，是一家精神病院。该建筑于1996年7月正式关闭，并被CNN评为“世界7个令人毛骨悚然的场所”之一。1961年5月，昆池岩精神病医院开张，直到35年后的1996年7月才关闭。2018年5月28日，医院建筑业主将此建筑拍卖并拆除。此外，以此建筑的都市传说为蓝本创作的的韩国电影《昆池岩》在2018年正式上映。

## 争议

##### 非法闯入问题
昆池岩南营神经精神病院被CNN评定“世界7个令人毛骨悚然的地方”后，不少闻名而来的探险者试图进入此地，因此给当地居民带来了许多不便。特别是在夏季时，探险者和游客经常到访医院参观，所遗留的垃圾没经处理因炎热问题发臭，而游客制造的噪音问题也使当地居民向警方或当地媒体投诉反映。当地人表示:“非法闯入可能会以侵犯民宅罪受到处罚，但不顾警告仍然非法闯入的大有人在。”以此为主题的电影《昆池岩》于2018年上映后，医院建筑业主考虑以散播虚假事实、擅自非法闯入建筑物为由提起刑事诉讼。

##### 谣言传播
该精神院的坊间传言称：此医院发生过大量住院病人无故死亡的事件，随后导致医院关闭和院长自杀（也有的说法称院长失踪）。但现实中，昆池岩南营神经精神病院的院长实际上是在其他医院任职工作，该医院主要负责的是他的子女。而医院运营方面所面临的下水道处理设施的安装费用、建筑物业主和院长的矛盾和经营困难，是导致这家医院停业的主要原因，建筑物业主随后将医院拍卖后移民美国，而住院患者全部被送往龙仁精神病院。此期间房屋之所以没有拆除，主要是因为有30亿左右的转让所得税正在走流程。

## 灵异事件目击
有网民上传的“在精神病院大门附近目击身穿带血患者服的鬼魂”的信息在Naver、Youtube、Daum、Nate、Google上传播，但这些信息后来都被证实是虚假的。由于医院因为诸多问题导致停业，住院的病人也相继被送往龙仁精神病院，而其他康复的病人皆都已经出院，所以医院一直都是无人营业的状态。